# Ahornberg (Konradsreuth)

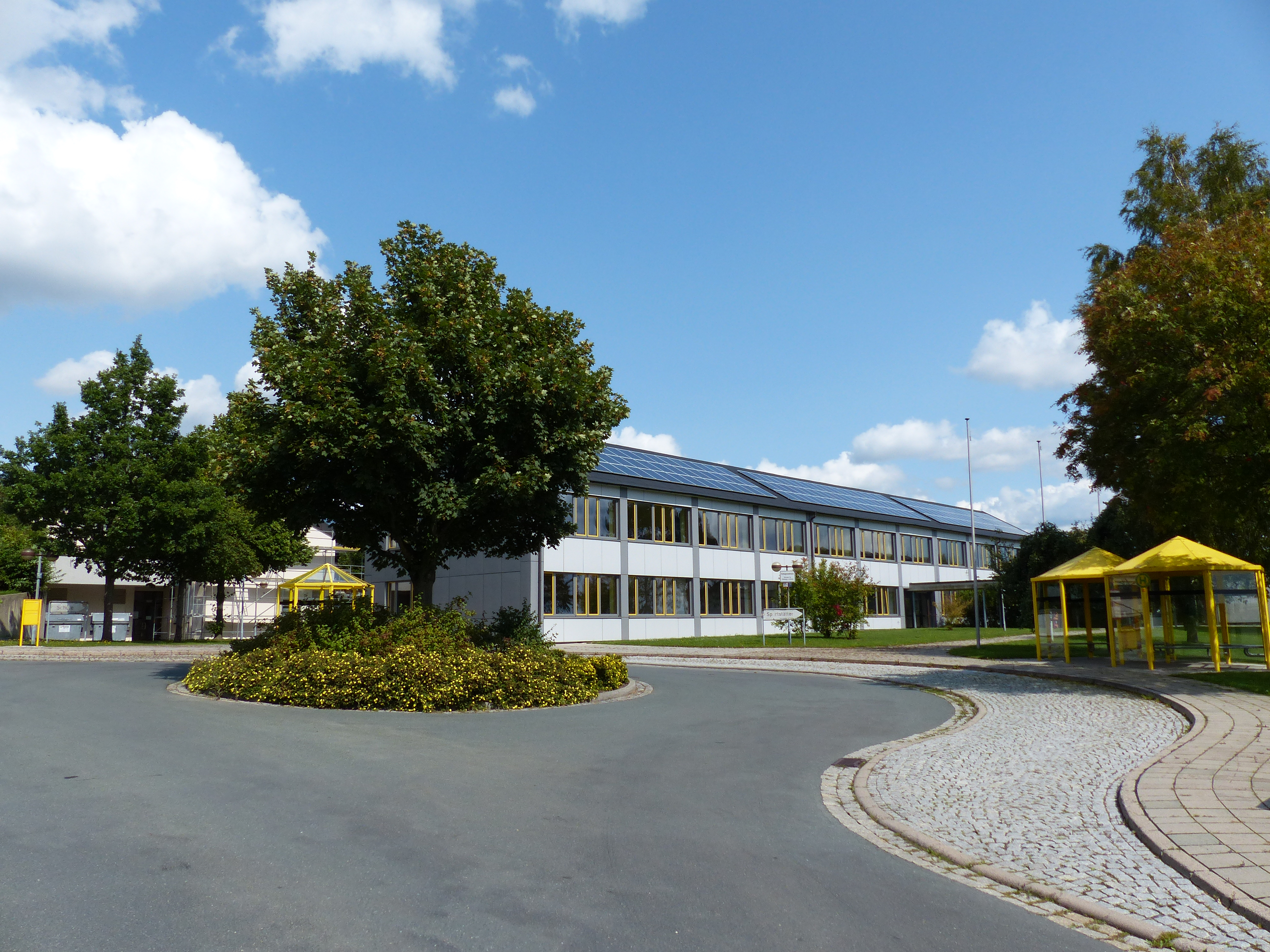
Schulgebäude

Ahornberg ist ein Gemeindeteil der Gemeinde Konradsreuth im Landkreis Hof (Oberfranken, Bayern). Der Ort liegt in der Gemarkung Ahornberg. Wahrzeichen der Ortschaft ist die evangelische St.-Martins-Kirche. Der 54 Meter hohe Kirchturm ist von vielen Orten aus zu sehen.

## Geografie
Das Pfarrdorf bildet mit Reuthlas im Südosten eine geschlossene Siedlung. Diese liegt auf freier Flur. Südlich des Ortes entspringt der Ulrichsbach, ein linker Zufluss der Sächsischen Saale. Die Kreisstraße HO 25 führt die Bundesautobahn 9 unterquerend nach Absang (3,6 km westlich) bzw. nach Reuthlas zur Staatsstraße 2461 (1 km südöstlich). Eine Gemeindeverbindungsstraße führt ebenfalls die A 9 unterquerend nach Almbranz (2,2 km nördlich). Ein Anliegerweg führt nach Gottschalk (1,2 km westlich).

## Geschichte
Ahornberg wurde 1323 erstmals urkundlich erwähnt und war Hauptort der sogenannten Sieben freien Dörfer.
Zur Realgemeinde Ahornberg gehörte Birkenhof. Gegen Ende des 18. Jahrhunderts bestand Ahornberg aus 59 Anwesen (1 Hof, 8 Halbhöfe, 8 Viertelhöfe, 6 Dreiachtelhöfe, 1 Einachtelhof, 1 Sölde, 2 Wirtshäuser, 1 Haus, 31 Tropfhäuser) und einer Pfarrkirche, Pfarrhaus und Schulhaus. Die Hochgerichtsbarkeit sowie die Dorf- und Gemeindeherrschaft stand dem bayreuthischen Stadtrichteramt Münchberg zu. Das Kastenamt Münchberg war Grundherr sämtlicher Anwesen.
Von 1797 bis 1810 unterstand Ahornberg dem Justiz- und Kammeramt Münchberg. Nachdem im Jahr 1810 das Königreich Bayern das Fürstentum Bayreuth käuflich erworben hatte, wurde der Ort bayerisch. Infolge des Ersten Gemeindeedikts wurde 1812 der Steuerdistrikt Ahornberg gebildet. Zu diesem gehörten Absang, Almbranz, Birkenhof und Edlendorf. Zugleich entstand die Ruralgemeinde Ahornberg, die deckungsgleich mit dem Steuerdistrikt war. Sie war in Verwaltung und Gerichtsbarkeit dem Landgericht Münchberg zugeordnet und in der Finanzverwaltung dem Rentamt Münchberg (1919 in Finanzamt Münchberg umbenannt). Gottschalk und Ringlasmühle wurden erst später auf dem Gemeindegebiet gegründet. Ab 1862 gehörte Ahornberg zum Bezirksamt Münchberg (1939 in Landkreis Münchberg umbenannt). Die Gerichtsbarkeit blieb beim Landgericht Münchberg (1879 in Amtsgericht Münchberg umgewandelt). 1972 kam die Gemeinde an den Landkreis Hof. Die Gemeinde hatte 1964 eine Gebietsfläche von 13,603 km². Im Zuge der Gebietsreform in Bayern wurde die Gemeinde Ahornberg am 30. April 1978 aufgelöst: Ahornberg, Birkenhof, Gottschalk und Ringlasmühle wurden nach Konradsreuth eingemeindet, Absang, Almbranz und Edlendorf nach Helmbrechts.

### Wappen
Das Wappen der ehemaligen Gemeinde Ahornberg ist gespalten, vorne geviert von Silber und Schwarz in Erinnerung an die Hohenzollern und das Fürstentum Bayreuth, hinten als redendes Wappen, in Silber ein grüner Ahornbaum auf grünem Berg.

### Baudenkmäler
- Martinskirche (Ahornberg), evangelisch-lutherische Pfarrkirche[12]
- Almbranzer Straße 4: Wohnhaus[12]
- Kirchgasse 4: Pfarrhaus[12]

ehemaliges Baudenkmal
- Haus Nr. 64: Wohnstallbau mit Frackdach, wohl noch 18. Jahrhundert, Erdgeschoss massiv, im Obergeschoss auf der Hofseite schlichtes Riegelfachwerk. Strohdach.[13]

### Einwohnerentwicklung
Gemeinde Ahornberg
| Jahr      | 1812  | 1840   | 1852   | 1855   | 1861   | 1867   | 1871   | 1875   | 1880   | 1885   | 1890   | 1895   | 1900   | 1905   | 1910   | 1919   | 1925   | 1933   | 1939   | 1946   | 1950   | 1952   | 1961  | 1970   |
| Einwohner | 836   | 1087   | 1105   | 1149   | 1185   | 1116   | 1149   | 1182   | 1249   | 1238   | 1251   | 1149   | 1063   | 993    | 946    | 846    | 835    | 790    | 709    | 1062   | 1041   | 946    | 724   | 692    |
| Häuser    | 128   |        |        |        |        |        | 155    |        |        | 151    | 159    |        | 153    |        |        |        | 151    |        |        |        | 143    |        | 144   |        |
| Quelle    | [ 7 ] | [ 15 ] | [ 15 ] | [ 15 ] | [ 16 ] | [ 17 ] | [ 18 ] | [ 19 ] | [ 20 ] | [ 21 ] | [ 22 ] | [ 15 ] | [ 23 ] | [ 15 ] | [ 24 ] | [ 15 ] | [ 25 ] | [ 15 ] | [ 15 ] | [ 15 ] | [ 26 ] | [ 15 ] | [ 8 ] | [ 27 ] |

Ort Ahornberg
| Jahr      | 1812  | 1819   | 1861   | 1871   | 1885   | 1900   | 1925   | 1950   | 1961  | 1970   | 1987   | 2021 | 2025  |
| Einwohner | *489  | *480   | 678    | 681    | 716    | 611    | 461    | 626    | 425   | 444    | 389    | 369  | 370   |
| Häuser    | *70   |        |        |        | 82     | 83     | 86     | 80     | 82    |        | 108    |      |       |
| Quelle    | [ 7 ] | [ 28 ] | [ 16 ] | [ 18 ] | [ 21 ] | [ 23 ] | [ 25 ] | [ 26 ] | [ 8 ] | [ 27 ] | [ 29 ] |      | [ 1 ] |

## Religion
Ahornberg ist Sitz der Pfarrei St. Martin, die seit der Reformation evangelisch-lutherisch ist.

## Infrastruktur und Vereine
Im Ort gibt es Landwirtschaft, Einzelhandelsgeschäfte, einige Handwerksbetriebe, zwei Gaststätten, eine staatliche Berufsschule, Berufsfachschulen für Hauswirtschaft, Kinderpflege, Sozialpflege, gastgewerbliche Berufe sowie die Fachakademie für Sozialpädagogik und Hauswirtschaft. Auf dem Gelände der Schule steht eine Skulptur der Köditzer Künstlerin Margarete Wiggen. Ferner gibt es in Ahornberg ein reichhaltiges Vereinsangebot, wie zum Beispiel den FC Ahornberg, den Gesangverein Ahornberg und die Freiwillige Feuerwehr Ahornberg, auch Nordic Walking und Aerobic werden angeboten. Veranstaltungen sind das alle zwei Jahre stattfindende Fest der Ahornberger Vereine und das jährliche Dorffest.